# Генфштедт
Генфштедт (нім. Henfstädt) — громада в Німеччині, розташована в землі Тюрингія. Входить до складу району Гільдбурггаузен. Складова частина об'єднання громад Фельдштайн.
Площа — 8,10 км2. Населення становить 351 ос. (станом на 31 грудня 2021).

## Галерея

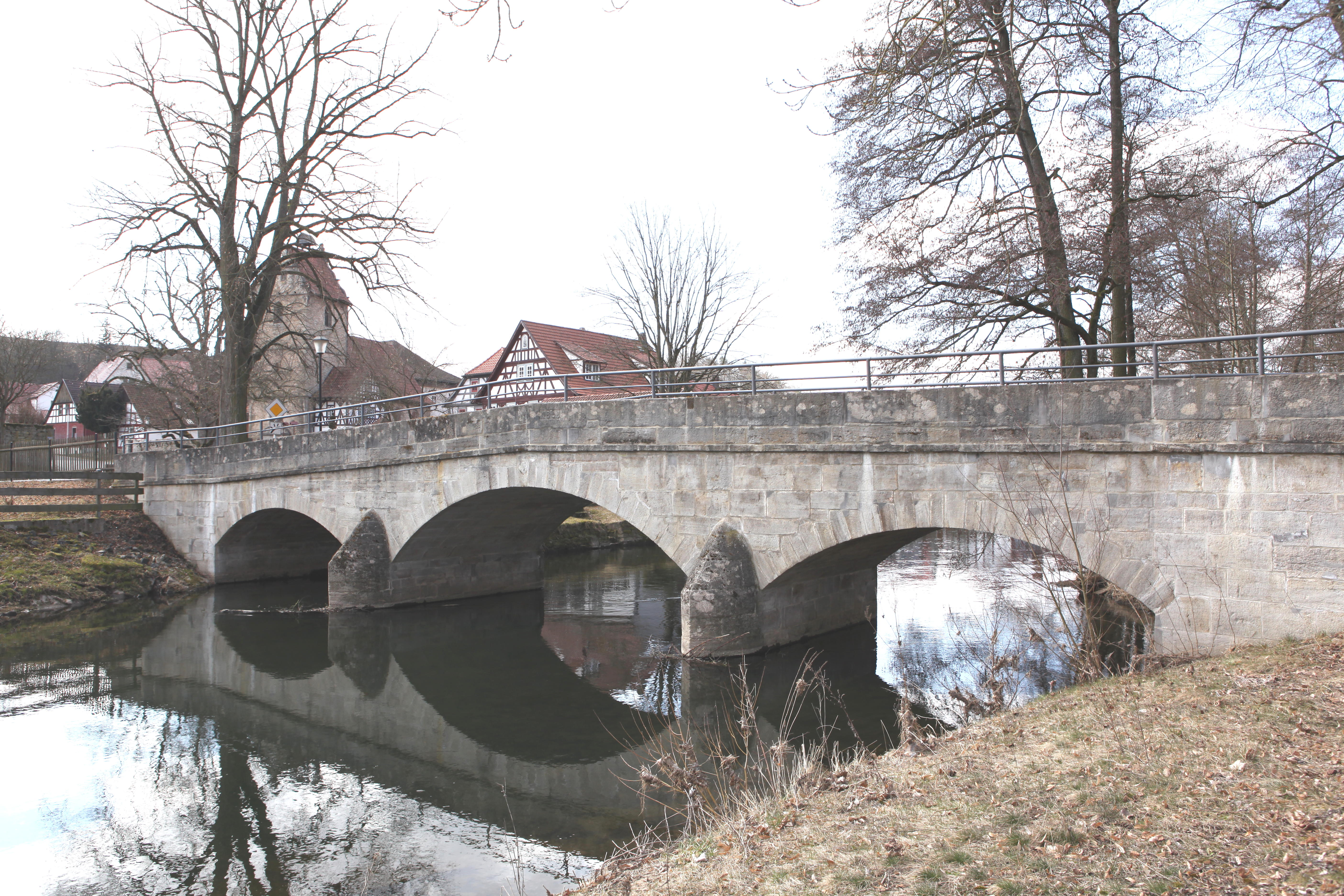
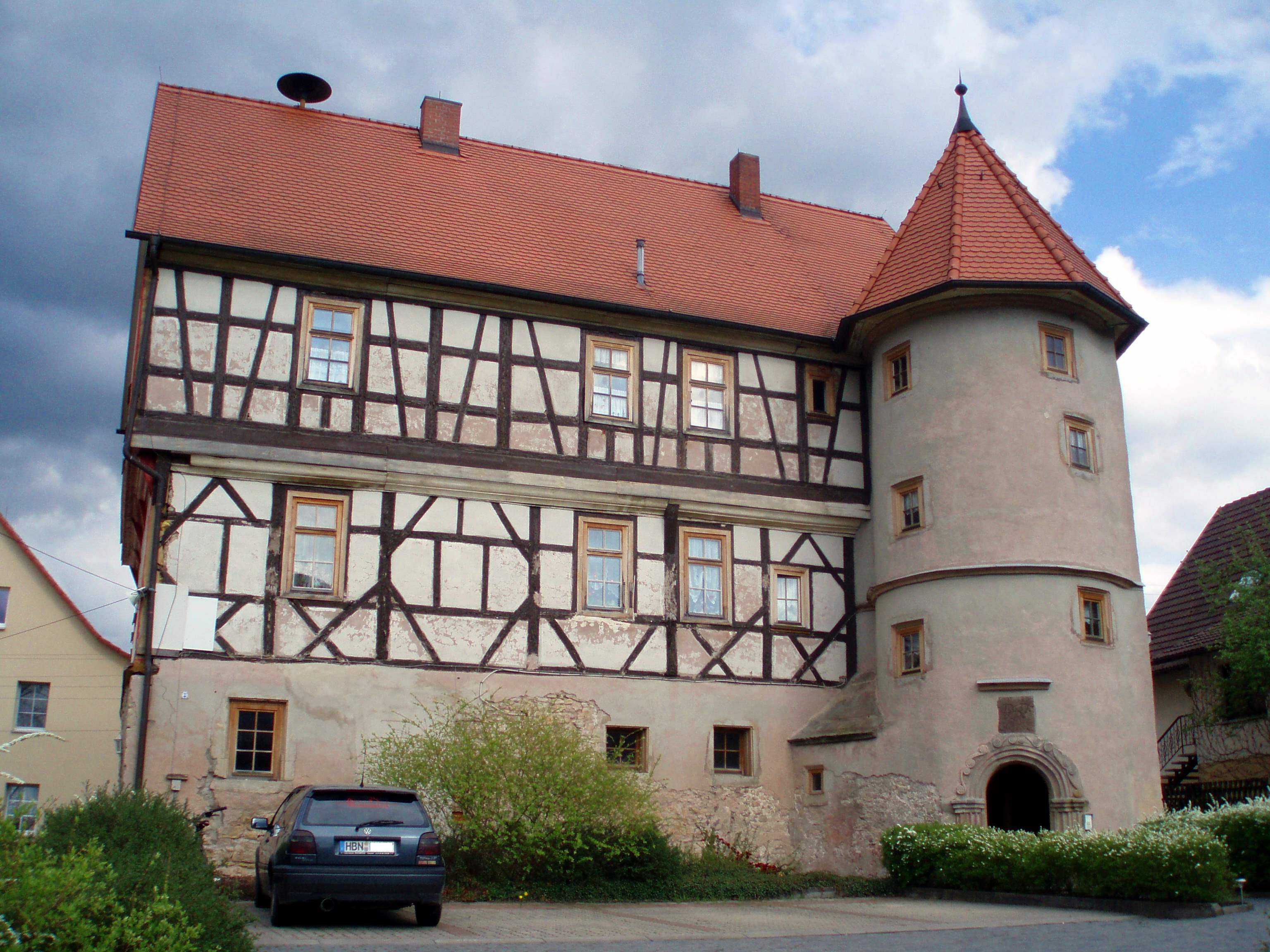
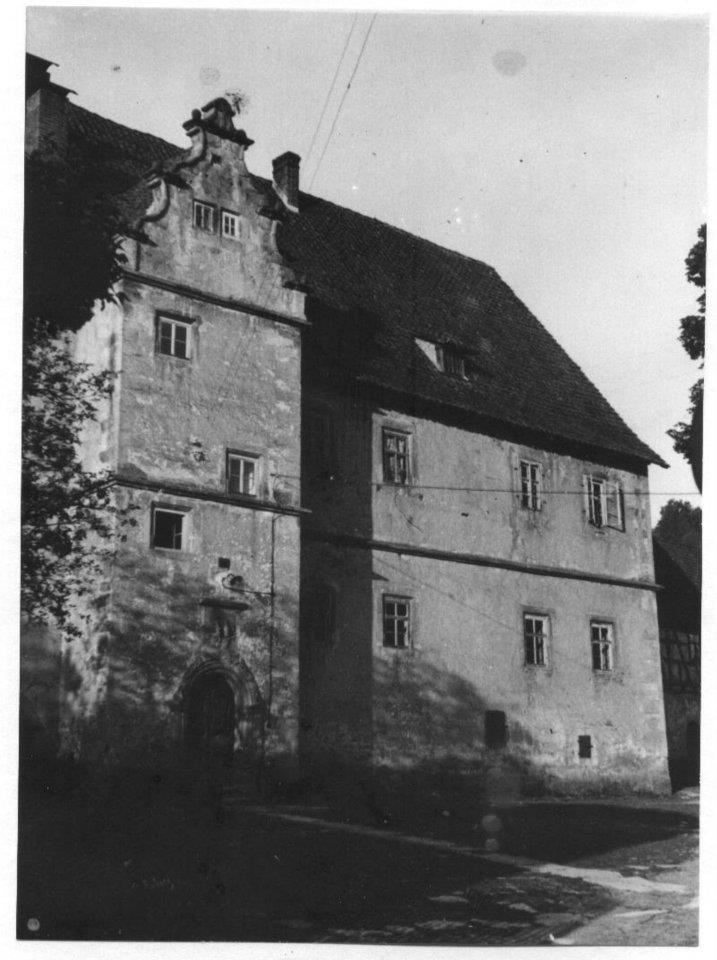